# Абдулла Алави
Абдулла́ Алави́, более известный под псевдонимом Алави́ (Огненный) — поэт и литературовед.
Родился в 1903 году в Пскенте, к югу от Ташкента. Начальное образование получил в медресе и новометодной светской школе. В 1924-1927 годах учился в Ленинградском восточном институте (ныне не существует). После завершения учёбы переехал в тогдашнюю столицу Узбекской ССР — Самарканд, и в 1927-1930 годах преподавал в Узбекском педагогическом институте (ныне Самаркандский государственный университет). Умер 7 января 1931 года в Самарканде, в 28-летнем возрасте.
Писал стихи на узбекском и персидском языках. Абдулла Алави является одним из основоположников стиля «эркин» (свободный) в современной узбекской поэзии. Также известен тем, что записывал из уст различных бахши различные сказания и дастаны, в том числе дастан «Алпамыш» из уст известного бахши — Берды-бахши из кишлака Эвалак вблизи Пскента.